# Малишева Наталія Рафаелівна
Наталія Рафаелівна Малишева (нар. 25 квітня 1952, Київ) — український правознавець, доктор юридичних наук (1996), професор (2001), академік Національної академії правових наук України (з 2008), член-кореспондент Міжнародної академії астронавтики, Заслужений юрист України (1992), лауреат Державної премії у галузі науки і техніки (2005).

## Біографія
Народилася 25 квітня 1952 року в Києві.
У 1974 році закінчила Київський державний університет імені Тараса Шевченка. Відтоді працює в Інституті держави і права НАН України.
У 1982 році захистила кандидатську дисертацію на тему: «Правовий захист навколишнього середовища від шуму».
У 1996 році захистила докторську дисертацію на тему: «Гармонізація екологічного законодавства в Європі».
З 1998 року працює заступником директора Міжнародного центра космічного права НАН України.
У 2001 році отримала вчене звання «професор».
З 2008 року є академіком Національної академії правових наук України.
Від 2012 року — завідувач відділом проблем космічного та екологічного права Інституту держави та права ім. В. М. Корецького НАН України, а з 2016 — завідувач відділу проблем аграрного, земельного, екологічного та космічного права.
З 2019 року — член Ради з космічних досліджень НАН України.
Член редакційної колегії наукових журналів «Космічна наука і технологія», «Повітряне і космічне право», «Земельне право України» тощо, член Міжнародного інституту космічного права, Національного комітету ЮНЕСКО «Людина і біосфера», член української делегації в Комітеті ООН з використання космічного простору в мирних цілях і його Юридичному підкомітеті (з 2000 р.), голова секції правових основ природокористування Українського товариства охорони природи.

## Науковий доробок
Автор понад 500 наукових публікацій. Під її керівництвом захищено більше 20 кандидатських та 4 докторських дисертацій. Наукові інтереси стосуються національного і міжнародного екологічного та космічного права, європейського права. Брала участь у розробці великої кількості законодавчих і підзаконних нормативно-правових актів, що стосуються космічного простору та охорони навколишнього середовища.

## Нагороди
- орден «За заслуги» ІІІ ступеня (17 травня 2019) — за вагомий особистий внесок у розвиток вітчизняної науки, зміцнення науково-технічного потенціалу України, багаторічну сумлінну працю та високий професіоналізм[4];
- Почесна грамота Верховної Ради України (2009)[5];
- Державна премія України в галузі науки та техніки (2005) — за цикл наукових праць «Розроблення наукових засад і практичних рекомендацій збереження біорізноманіття в контексті сталого розвитку України»[6];
- Заслужений юрист України (1992)[5];
- Премія НАН України імені Д. З. Мануїльського (1991; Робота: Цикл робіт з правових проблем охорони навколишнього середовища)[7];
- Премія НАН України для молодих учених і студентів вищих навчальних закладів за кращі наукові роботи (1985; Монографія «Охорона оточуючого середовища від шумового впливу (правові та організаційні питання)»)[7].